# Lex de imperio Vespasiani

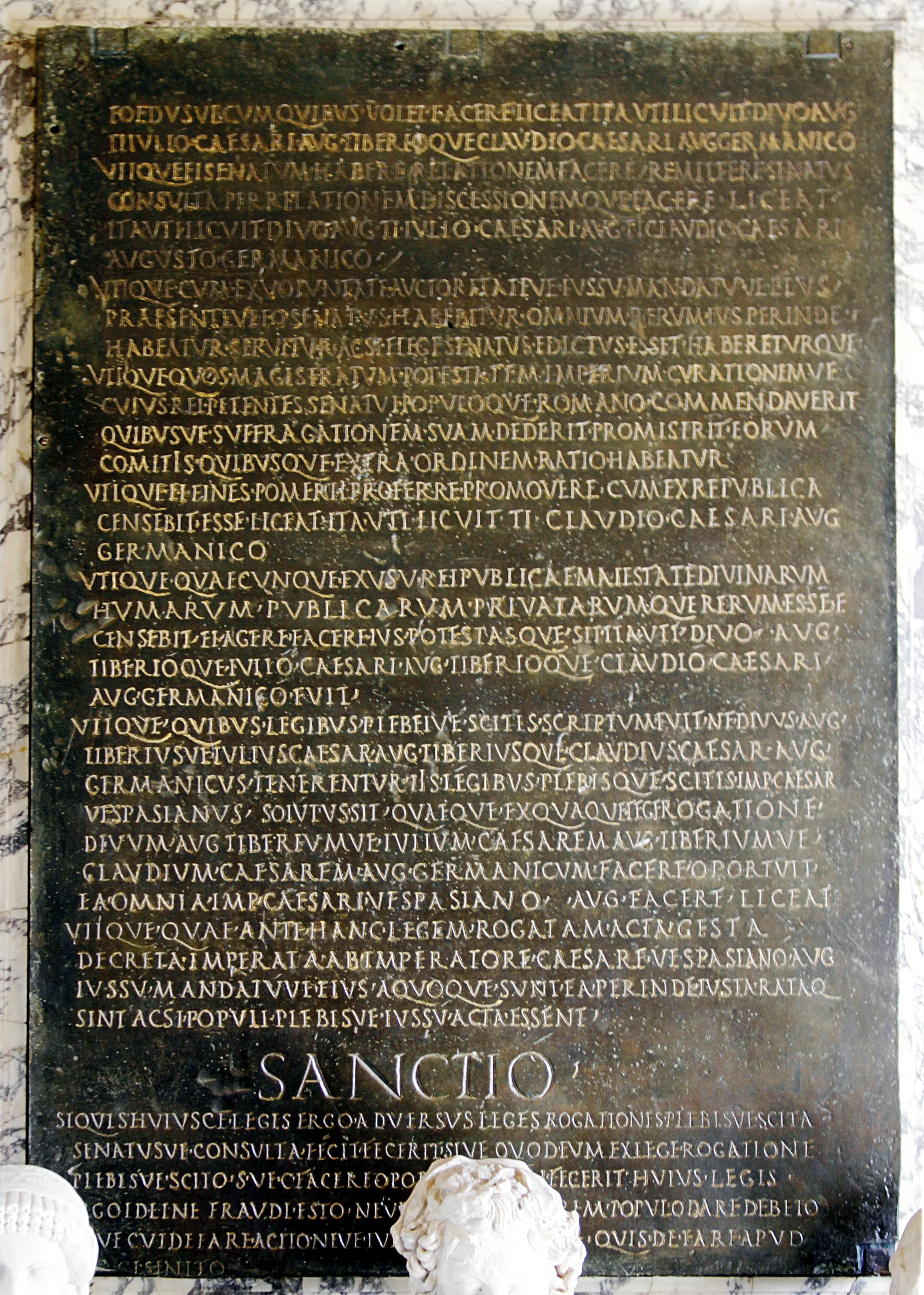
Bronzeinschrift des Vespasiangesetzes

Die Lex de imperio Vespasiani ist das Gesetz zum Herrschaftsantritt des römischen Kaisers Vespasian, dessen Verabschiedung im Senat Tacitus auf den 22. Dezember 69 n. Chr. datiert. In dem Gesetz wurden einzelne Herrschaftsrechte Vespasians als römischen princeps schriftlich verankert. Der Textträger war eine Bronzetafel, die lediglich in ihrer zweiten Hälfte erhalten ist. Die Inschrift gehört neben den res gestae divi Augusti zu den wichtigsten Schriftzeugnissen der Römischen Kaiserzeit.
Soweit erhalten, umfasst das Gesetz acht Klauseln, die Vespasians Befugnisse als Kaiser benennen. Ob es sich bei der Inschrift um einen Senatsbeschluss oder um ein durch die Volksversammlung verabschiedetes Gesetz handelt, ist in der Forschung umstritten. Es stellt aber die wohl letzte, teilweise erhaltene lex im Sinne der republikanischen Gesetzgebungstradition dar.

## Historischer Hintergrund
Auf die Zeit der Julisch-Claudischen Dynastie mit den römischen Kaisern Augustus, Tiberius, Caligula, Claudius und Nero folgte das Vierkaiserjahr 69 n. Chr. Es kamen insgesamt vier Usurpatoren an die Macht. Am Ende dieser Epoche ließ sich Vespasian am 22. Dezember 69 von Senat und Volk als princeps bestätigen.
Vespasian führte die von Augustus geprägte Staatsform des Prinzipats fort. Im Rahmen des Herrschaftsantritts wurden dem Prinzeps bestimmte Rechte übertragen, die eine faktische Monarchie erlaubten: die tribunicia potestas sowie das prokonsulare maius imperium. Erstere erlaubte dem princeps, maßgeblichen Einfluss auf die römische Innenpolitik zu nehmen: Ihm wurde zum einen das Recht zugestanden, Gesetzesinitiativen in den Volksversammlungen vorzubringen. Zum anderen hatte er das Recht, den Senat einzuberufen und darin Anträge zu stellen (ius agendi cum senatu). Das sogenannte imperium maius gab dem Prinzeps die militärische Befehlsgewalt und die Verfügungsgewalt über die zivilen Bereiche in den kaiserlichen und senatorischen Provinzen, so dass er die Reichspolitik insgesamt – auch in äußeren Angelegenheiten – beeinflussen konnte.

## Überlieferungsgeschichte
Die den Gesetzestext tragende Bronzetafel ist 113 × 164 cm groß und wiegt mehr als 500 kg. Sie wurde 1346 in der Kirche San Giovanni in Laterano, wo sie als Altarplatte diente, von Cola di Rienzo wiederentdeckt und der Öffentlichkeit zugänglich gemacht. Heute ist sie in den Kapitolinischen Museen in Rom ausgestellt. Die Bronzetafel selbst ist intakt, der Gesetzestext aber beginnt mitten in einem Satz, weswegen sich der ursprüngliche Text auf wenigstens eine weitere Tafel erstreckt haben muss. Die den Text abschließende sanctio, die Rechtsfolgen und Strafandrohungen bei Nichtbefolgung des Gesetzes regelt, macht deutlich, dass es sich bei der erhaltenen Tafel um das Ende des Gesetzes handelt.

## Charakter der Inschrift als Gesetz oder Senatsbeschluss
Die Form der lex de imperio Vespasiani ist in sich widersprüchlich. Einerseits definiert sich die Inschrift selbst als lex – etwa in Klausel VIII, in der von der lex rogata, dem „Gesetzesantrag“, die Rede ist, oder in der sanctio, in der die Folgen von Verstöße gegen diese lex behandelt werden. Der Text war damit anscheinend das Ergebnis einer gesetzgebenden Volksversammlung (comitia), denn insbesondere die abschließende sanctio ist charakteristisch für die Beschlüsse der comitia. Andererseits sind die Klauseln nach dem Vorbild eines Senatsbeschlusses (senatus consultum) formuliert: Am Anfang eines jeden Paragraphen steht das lateinische Wort uti oder utique („dass“ oder „und dass“) gefolgt von einem Prädikat im Konjunktiv Präsens. Da die römischen Juristen bei der Ausgestaltung der Gesetze strikt auf Formalia achteten, handelt es sich bei der lex de imperio Vespasiani ursprünglich wohl um einen Senatsbeschluss, der nachträglich unverändert von den comitia ratifiziert wurde.
Diese Beteiligung der Volksversammlung bei der Verabschiedung der lex de imperio Vespasiani stellt laut Peter Brunt eine reine Formalie dar, da sie zu der Zeit kaum noch die Stimme des gesamten Volkes repräsentierte. Andere Forscher hingegen vertreten die Auffassung, dass Vespasian damit die Unterstützung des Volkes für sich gewinnen wollte. Es war ein Ausdruck der Teilhabe des Volkes und der Bindung an die verfassungsmäßige Ordnung der nach wie vor formell geltenden res publica, wenn Vespasian sich nicht nur vom Senat, sondern auch vom Volk als princeps bestätigen ließ. Vespasian bekräftigte demnach durch das Einhalten römisch-republikanischer Verfahrensnormen, nach denen Magistrate vom Volk selbst gewählt wurden, dass er das Verhältnis seines Prinzipats zur res publica zum gegenseitigen Nutzen gestalten wolle.

## Lateinischer Text und Übersetzung (Beginn der Inschrift; Auszug)
| … foedusue cum quibus uolet facere liceat, ita uti licuit diuo Aug(usto), Ti. Iulio Caesari Aug(usto), Tiberioque Claudio Caesari Aug(usto) Germanico; utique ei senatum habere, relationem facere, remittere, \| senatus consulta per relationem discessionemque facere liceat, \| ita uti licuit diuo Aug(usto), Ti. Iulio Caesari Aug(usto), Ti. Claudio Caesari \| Augusto Germanico; | „Gestattet sei […] oder ein Bündnis, mit wem er wolle, abzuschließen, so wie es dem vergöttlichen Augustus, dem Tiberius Julius Caesar Augustus und dem Tiberius Claudius Caesar Augustus Germanicus gestattet war. Dass es ihm gestattet sei, den Senat einzuberufen, einen Antrag zu stellen, einen Antrag zurückzuweisen, Senatsbeschlüsse durch einen Antrag und eine Abstimmung herbeizuführen, so wie es dem vergöttlichen Augustus, dem Tiberius Julius Caesar Augustus und dem Tiberius Claudius Caesar Augustus Germanicus gestattet war.“ |

## Einzelne Klauseln und deren Bedeutung

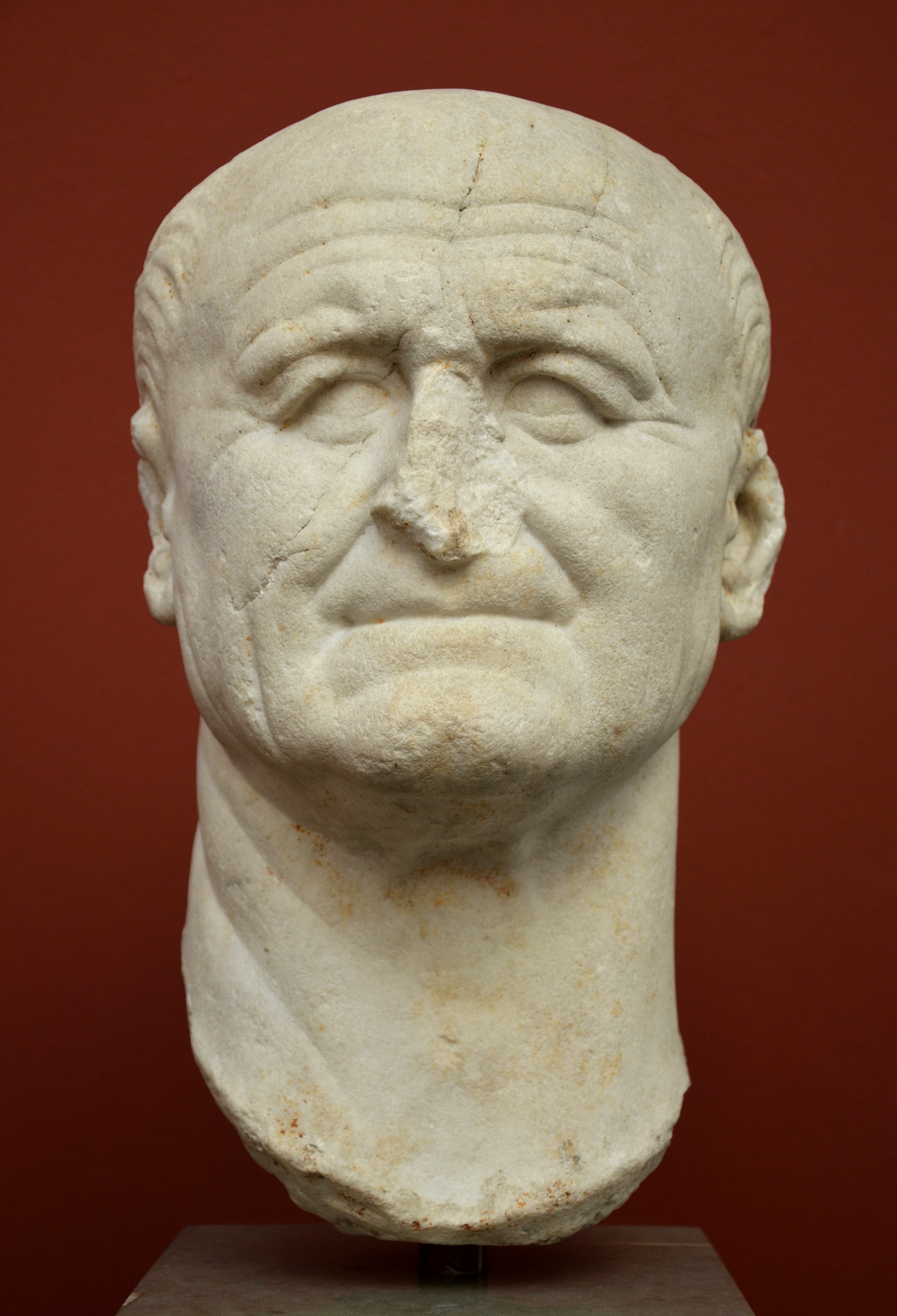
Vespasian (Ny Carlsberg Glyptotek, Kopenhagen)

Inwiefern das Gesetz der Legitimation der damals noch unbekannten flavischen Dynastie diente, kann nicht abschließend beantwortet werden. Gleiche oder ähnliche Gesetzesbündel wurden bereits seit Amtsantritt des Tiberius oder des Caligula an alle Vorgänger verliehen. Dies belegen neben mehrmaligen Erwähnungen in der römischen Historiographie die Hinweise innerhalb der lex de imperio Vespasiani selbst. Die einzelnen Klauseln haben jedoch Vespasian dazu verholfen, sich die Anerkennung und Unterstützung der für sein Prinzipat wichtigen sozialen Gruppe der Senatoren zu verschaffen.
Die Mehrzahl der Klauseln enthält Amtsbefugnisse, die bereits seit Augustus in den beiden vom Kaiser permanent bekleideten Ämtern weitgehend eingeschlossen waren, aber durch Vespasian erstmals schriftlich fixiert wurden: Der Abschluss von völkerrechtlich bindenden Verträgen (Klausel 1) war Bestandteil des imperium proconsulare maius, des formalen Oberbefehls über die legionsstarken Grenzprovinzen. Das Recht der Einberufung, Durchführung und Beschlusskraft des Senates (Klauseln 2 und 3) war bereits in der tribunicia potestas enthalten, der erweiterten Amtsgewalt der Volkstribunen, durch die der Kaiser im zivilen und stadtrömischen Bereich herrschte.
Außerdem wird Vespasians Kommendationsrecht bei Beamtenwahlen bestätigt (Klausel 4). Die Berufung eines Senators zum candidatus caesaris war eine große Ehrbekundung des princeps und ging mit einer sicheren Wahl einher: Diese Senatoren wurden als Wahlkandidaten aufgestellt und sodann vom Volk gewählt, zumindest akklamiert. Indem Vespasian die Wahl bestimmter Senatoren für bestimmte Posten entsprechend des cursus honorum begünstigte, konnte er die Wünsche der Senatoren erfüllen und sie für sich gewinnen. Andererseits konnte Vespasian durch sein Empfehlungsrecht diejenigen loyalen Senatoren belohnen, die seine Usurpation von Anfang an offen unterstützt hatten. Vespasian nutzte diese beiden Möglichkeiten seines Kommendationsrechts ausgiebig, so dass unter Vespasian neben ihm und seinen beiden Söhnen Titus und Domitian insgesamt sechzig weitere Senatoren bekannt sind, die das Amt des Konsuls unter anderem aufgrund des Kondemnationsrechts innehatten.
Die Möglichkeit zur Vergrößerung des Pomeriums, der sakralen Stadtgrenze von Rom, hatte wohl nur kultische, kaum praktische Funktion (Klausel 5). Der Kaiser sollte möglicherweise mit dem Stadtgründer Romulus in Verbindung gebracht werden, dem die ursprüngliche Festlegung des Pomeriums zugeschrieben wird.
Folgenreich und umstritten ist die Interpretation der Klauseln 6 und 7. Die „diskretionäre Klausel“ (Klausel 6) übertrug nach Teilen der Forschungsmeinung entsprechend ihrer wörtlichen Auslegung dem Kaiser die absolute Ermessensfreiheit, welche Maßnahmen er treffen möchte. Demzufolge würden sich aber alle anderen Rechte des princeps in der Lex de imperio Vespasiani erübrigen. Von anderen Forschern wird daher eine einschränkende Funktion der formelhaften Wendungen der Klausel angenommen. Dem Kaiser wurde damit also ein gewisser Handlungsspielraum gegeben unter der Beachtung der republikanischen Werte fas, ius und mos. Dieser Ansatz argumentiert mit dem gesamten Wortlaut des Rechtstextes: Die im Text zuerst erwähnte Einschränkung ist die res publica, getrennt durch das „que“ von der zweiten Einschränkung. Die res publica ist ein republikanisches Staatskonstrukt, welches jede Staatsform umfasst, die sich an dem Wohl des Volkes orientiert. Folglich musste auch Vespasian sein Handeln nach dem Wohlergehen der Allgemeinheit richten. Daraufhin wird dieses abstrakte Konstrukt weiter spezifiziert: Vespasian war gebunden an staats- und privatrechtliche Rechte, an kultische Vorschriften sowie menschliche „Grundrechte“. Die Klausel 6 postulierte damit eine grundsätzliche Bindung des Kaisers an Gesetze. Dies erschließt sich auch aus Klausel 7: Die darin erhaltene legibus solutio befreite Vespasian von der Bindung mancher Gesetze, was die Bindung aller anderen Gesetze implizierte.
Die abschließende („retroaktive“) Klausel 8 bestätigt die Gültigkeit der Beschlüsse Vespasians vor Inkrafttreten des Antrittsgesetzes. Ihre Rückwirkung wird in der Regel auf den dies imperii Vespasians bezogen, dem Herrschaftsantritt des Kaisers, den Tacitus auf den Tag der Akklamation durch das Heer (1. Juli 69 n. Chr.), nicht, wie üblich, der Beschlussfassung des Senats datiert. Somit könnte diese Klausel nicht bereits in entsprechenden Antrittsgesetzen der Vorgänger enthalten gewesen sein. Es ist allerdings auch möglich, darin eine technische Vorschrift zur Überbrückung des Zeitraums zwischen Beschlussfassung im Senat und Gesetzgebung durch die Volksversammlung zu sehen, also überliefertes Recht. Am Schluss der Inschrift folgt die sanctio mit dem Grundsatz, dass dieses Gesetz alle früheren Gesetze bricht.
Die Interpretation der formelhaften, teilweise archaisierenden Inschrift ist auch deshalb schwierig, weil systematische Rechtssammlungen erst seit dem dritten Jahrhundert erstellt wurden und vorheriges Recht interpoliert haben. Es fehlt daher an Vergleichsmöglichkeiten, inwieweit sich die formale Amtsgewalt des Kaisers entscheidend geändert hatte. Von der Diskussion dieser Frage hängen nicht nur Einzelfragen der Regierungszeit Vespasians ab, sondern insgesamt die verfassungsrechtlichen Vollmachten des Kaisers im frühen Prinzipat.